# Mesa Boogie

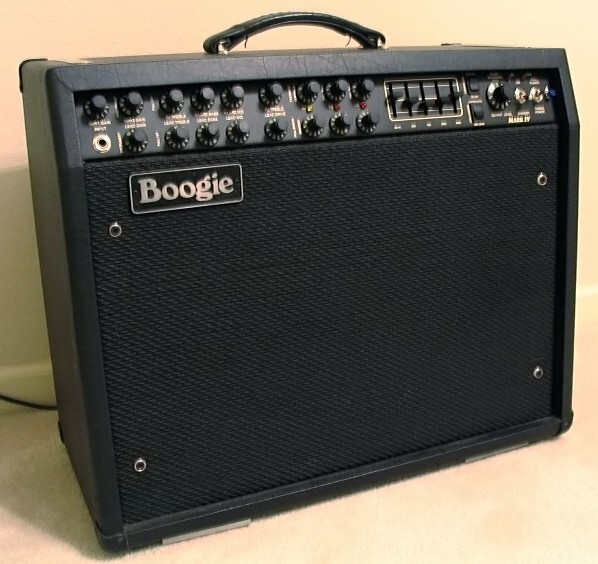
Mesa Boogie Mark IV

Mesa Boogie est une marque américaine d'amplificateurs de guitare installée à Petaluma en Californie.

## Histoire
L'histoire de la firme débute vers 1967, au moment où Randall Smith (fondateur de la marque) bricole des amplis Fender Princeton pour leur rajouter gain et puissance.
Plusieurs guitaristes seront époustouflés par le son de ces amplis, notamment le célèbre Carlos Santana, qui s'écria en essayant un des amplis de Randall "Man, that little thing really Boogies!" et baptisa ainsi ces amplis, qui commencent à connaître un certain succès, puisqu'il se vendra plus de deux-cents Princeton Boogies de 1967 à 1970.
Mais le garage dans lequel Randall bricole commence à se faire petit, et Fender commence à devenir suspicieux, et refuse de lui vendre les transformateurs nécessaires à la fabrication de ses amplis.
Il s'installe donc dans un atelier qu'il fabrique lui-même, et commence la production du Mark I qui rencontre un grand succès, et par la suite, le Mark II, Mark III, Mark IV et plus récemment le Mark V.
C'est à ce moment-là que Gibson propose d'acheter ses services, mais ce dernier refuse de faire son métier autrement que pour la recherche du son, et refuse d'abandonner la fabrication à la main de ses amplis ; c'est la raison pour laquelle il décline l'offre.
Depuis 1980, l'usine de Mesa Boogie s'est installée à  Petaluma et la firme a depuis continué de se développer, en créant de nouveaux modèles et en diversifiant sa production (notamment avec la série Rectifier), tout en continuant à fabriquer les amplis selon des critères de qualité élevés, et sans délocaliser leur production.
Aujourd'hui, les amplis sont réputés pour avoir une excellente distorsion. Cette distorsion est utilisée notamment par :
- Dream Theater
- Lamb Of God
- Dragonforce
- Metallica
- Andy Timmons
- Al Di Meola
- Rammstein,

ainsi que d'autres groupes comme Radiohead, NOFX et The Offspring.
Le 6 janvier 2021, Gibson annonce sur son site avoir racheté l'entreprise.